# Stade Saniat Rmel
De Stade Saniat-Rmel (voorheen bekend als La Hípica) is een voetbalstadion in Tétouan, Marokko. Het is de thuisbasis van Moghreb Athletic Tétouan.
Het stadion werd in 1913 opgericht door ingenieur Marquez Varela.